# Cayon
Cayon è una città di Saint Kitts e Nevis, capoluogo della parrocchia di Saint Mary Cayon.